# Cantone di Bernay-Ovest
Il Cantone di Bernay-Ovest era una divisione amministrativa dell'arrondissement di Bernay.
A seguito della riforma approvata con decreto del 25 febbraio 2014, che ha avuto attuazione dopo le elezioni dipartimentali del 2015, è stato soppresso.

## Composizione
Comprendeva parte del comune di Bernay e i comuni di:
- Caorches-Saint-Nicolas
- Courbépine
- Malouy
- Plainville
- Plasnes
- Saint-Martin-du-Tilleul
- Saint-Victor-de-Chrétienville
- Valailles